# Opel 14/30 PS
Der Opel 14/30 PS war ein PKW der Oberklasse, den die Adam Opel KG von 1913 bis 1914 als Nachfolger des Modells 13/30 PS baute.

## Geschichte und Technik
Wie sein Vorgänger war auch der 14/30 PS ein ausgesprochener Luxuswagen. Nach nur zwei Jahren Bauzeit wurden Motoren, die bei gleichbleibendem Hubraum immer größere Leistungen abgaben, eingebaut. So entstanden der Opel 14/34 PS, der Opel 14/38 PS und schließlich der Opel 14/48 PS. Die vierte Evolutionsstufe wurde erst 11 Jahre nach der Vorstellung des 14/30 PS eingestellt.
Der 14/30 PS hatte einen seitengesteuerten Vierzylinder-Reihenmotor mit 3450 cm³ Hubraum, der 30 PS (22 kW) bei 1550/min. leistete. Während der Grundmotor aus einer Aluminiumlegierung bestand, waren die Zylinderdeckel aus Gusseisen. Der Motor war wassergekühlt. Die Motorleistung wurde über eine Lederkonuskupplung, ein manuelles Vierganggetriebe und eine Kardanwelle mit zwei Gelenken an die Hinterachse weitergeleitet. Damit erreichte der Wagen eine Höchstgeschwindigkeit von 70 km/h.
Am Stahl-U-Profilrahmen waren die beiden Starrachsen an dreiviertelelliptischen Längsblattfedern aufgehängt. Nur an den Hinterrädern gab es Bandbremsen.
Der Wagen war als zweisitziger Phaeton, als viersitziger Tourenwagen, als viertürige Pullman-Limousine, als ebensolches Landaulet oder als zweitüriges Coupé erhältlich. Als Phaeton kostete der Wagen 9750,-- RM. Die anderen Aufbauten waren teurer.
Ab 1915 stieg die Leistung auf 34 PS (25 kW) und der Wagen hieß dementsprechend nun 14/34 PS. Die Höchstgeschwindigkeit blieb gleich.
Zwei Jahre später, 1917, leistete ein neu entwickelter Motor gleicher Größe 38 PS (28 kW). Der 14/38 PS wurde dadurch allerdings nicht schneller.
Die letzte Evolutionsstufe erreichte man 1919. Die Leistung des neuen Wagens war spürbar auf 48 PS (35 kW) bei 1600/min. gestiegen. Erstmals war damit auch eine größere Höchstgeschwindigkeit, 75 km/h, verbunden. Allerdings wurde er weiter als „14/38 PS“ verkauft. Erst Anfang 1924 erhielt er den ihm zustehenden Namen „14/48 PS“.
Ende 1924 lief die Produktion des 14/48 PS ohne direkten Nachfolger aus. Erst 1927 erschienen zwei Modelle, die als Nachfolger gelten können: der kleinere 12/50 PS mit 3,1-Liter-Motor und der größere 15/60 PS mit 3,9-Liter-Maschine.